# Ouyang Zhan
Dans ce nom chinois, le nom de famille, Ouyang, précède le nom personnel.
Pour les articles homonymes, voir Zhan.
 (octobre 2020).
Ouyang Zhan (chinois traditionnel : 歐陽詹), également connu sous le prénom de courtoisie de Xingzhou (行周), né en 758 dans la province du Fujian et mort en 801, est un poète chinois de la Dynastie Tang.